# Bunter Sichelspringer
Der Bunte Sichelspringer (Evarcha falcata) ist eine Spinnenart aus der Familie der Springspinnen.

## Merkmale
Der Bunte Sichelspringer ist eine mittelgroße Springspinne. Die Weibchen werden 6 bis 8 mm groß, die Männchen erreichen 5 mm.
Die Oberseite des Vorderkörpers (Prosoma) des Männchens ist in der vorderen Hälfte hellbraun gefärbt, in der hinteren Hälfte dunkelbraun bis schwarz. Hinter den Frontaugen und an der Seite des Prosoma befinden sich breite, hellbeige bis weiße Streifen. Der Hinterkörper (Opisthosoma) ist in der Mitte hellbraun gefärbt, dieser Bereich ist von einem schwarzen und weißen Streifen eingefasst. Zuweilen finden sich auf dem hinteren Teil des Hinterleibs helle Schrägflecken. Der frontale Augenbereich ist hell behaart. Die Pedipalpen sind mit langen, hellen Haaren bedeckt.
Das Weibchen dagegen ist deutlich anders gefärbt (Geschlechtsdimorphismus). Vorder- und Hinterkörper sind einheitlich braun gefärbt, helle Streifen und Flecken fehlen. Auf dem Opisthosoma findet sich manchmal eine undeutliche Zeichnung aus Schrägflecken, ähnlich wie beim Dunklen Sichelspringer.

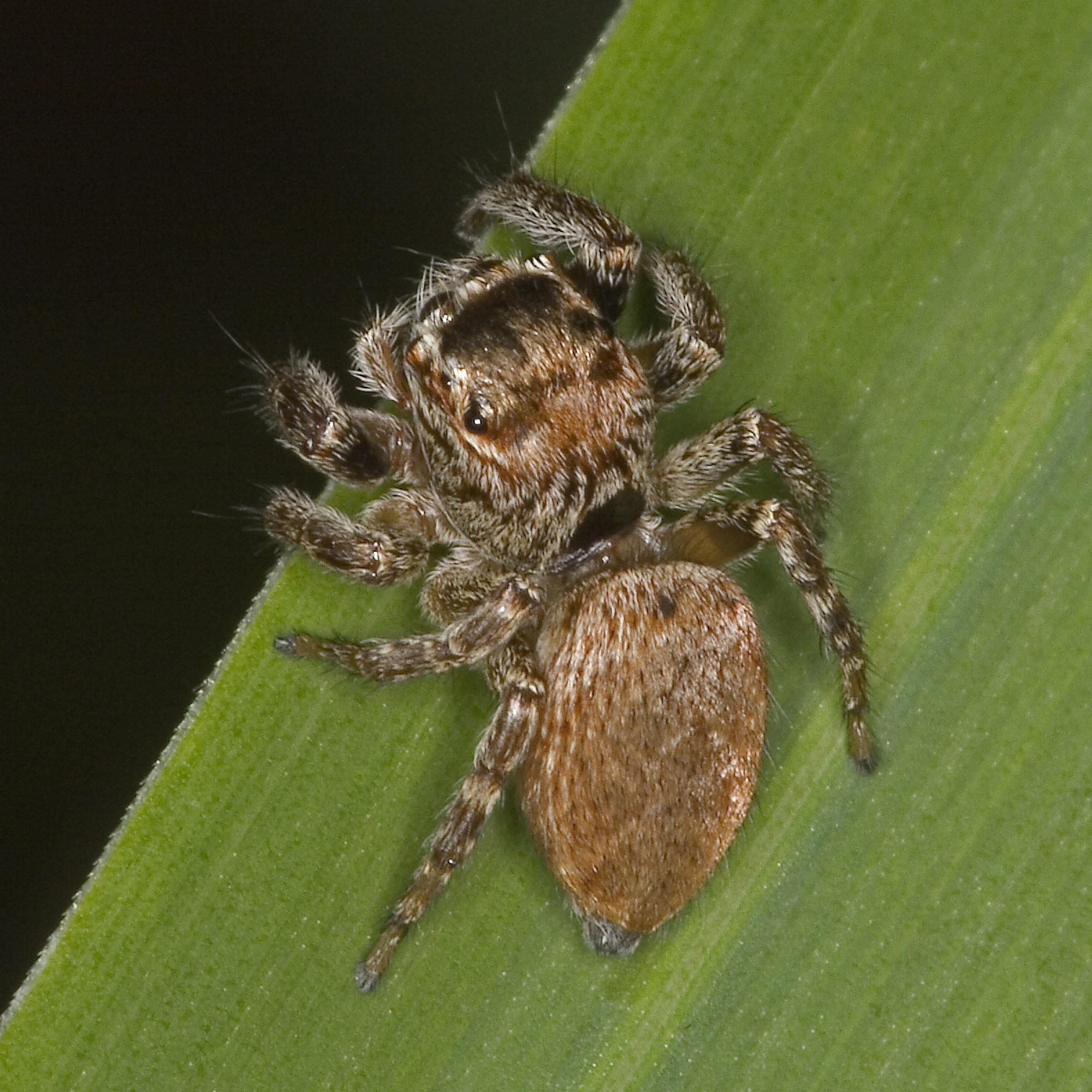
Evarcha falcata, Weibchen

## Verbreitung und Lebensraum
Der Bunte Sichelspringer ist in der gesamten Paläarktis verbreitet. Die Art bevorzugt trockenere Standorte, insbesondere sonnige Waldränder mit dichter Vegetation.
Der Bunte Sichelspringer ist in geeigneten Lebensräumen nicht selten; die Art ist in Mitteleuropa ungefährdet.

## Lebensweise
Diese Spinne hält sich meist in niedrigen Vegetationsschichten auf. Sie durchstreift die Krautschicht und findet dort ihre Beute.
Bei der Paarung klettert das Männchen verkehrt herum auf das Weibchen und lässt sich von diesem längere Zeit herumtragen. Zur eigentlichen Kopulation lässt sich das Männchen seitlich herunter und führt einen Pedipalpus in die Epigyne ein.